# Газопереробний завод Оханет/Тінрхерт
Газопереробний завод Оханет/Тінрхерт – інфраструктурний об’єкт нафтогазової промисловості Алжиру, який працює на газоконденсатному промислі Оханет.
Завод ввели в дію у 2003 році для роботи з продукцією родовищ групи Оханет. Він має дві виробничі лінії однаковою потужністю по прийому на рівні 10 млн м3 на добу та провадить:
- вилучення діоксиду вуглецю із доведенням його вмісту до рівня не більше за 2% (вуглеводні видобувають з відкладів девону та ордовіка, при цьому саме останнім властивий високий вміст діоксиду вуглецю);
- осушку;
- відбір конденсату та  зрідженого нафтового газу (ЗНГ, пропан-бутанова фракція), при цьому гарантується вилучення не менш ніж 80% компонентів ЗНГ. Проектна потужність заводу по цих напрямках становить 30 тисяч барелів конденсату та 26 тисяч барелів ЗНГ на добу.
Для зберігання конденсату призначені два резервуари ємністю по 7200 м3 та один з показником 2000 м3 (сюди надходить конденсат, що не відповідає специфікаціям). Для ЗНГ призначені чотири сферичні резервуари ємністю по 2000 м3 (один з них приймає продукт з відхиленнями від стандартів).
Видача продукції відбувається:
- товарного газу – по перемичці довжиною 18 км та діаметром 700 мм до газопроводу Алрар – Хассі-Р'Мель;
- ЗНГ – по перемичці довжиною 18 км та діаметром 250 мм до спеціалізованого трубопроводу LR1 (так само Алрар – Хассі-Р'Мель);
- конденсату – по перемичці довжиною 1 км та діаметром 200 мм до конденсатопроводу Оханет – Хауд-Ель-Хамра.
В 2022 році біч-о-біч з майданчиком Оханет ввели в дію комплекс підготовки газу групи родовищ Тінрхерт, який окрім вилучення діоксиду вуглецю також провадить демеркуризацію. Він має добову потужність на рівні 4,5 млн м3 газу, 500 тонн ЗНГ та 800 тонн конденсату.